# Ivor Munro
Ivor Munro (* Januar 1888 in Coburg; † 27. Oktober 1980 in Melbourne) war ein australischer Radrennfahrer.
Am 2. Oktober 1909 wurde Ivor Munro – wegen seines hellen Haares „Snowy“ genannt – erster australischer Meister im Straßenrennen: Er gewann das „Warrnambool Road Race“ in Rekordzeit, errang den Meistertitel sowie das „Blue Riband“ für den schnellsten Fahrer, indem er die 165 Meilen lange Strecke in 7:12,51 Stunden absolvierte. Dieser Rekord blieb bis 1931 bestehen und war fünf Minuten schneller, als der Zug über dieselbe Strecke benötigte.
Fünf Jahre später nahm Munro gemeinsam mit seinem Landsmann Don Kirkham als erste Australier an der Tour de France teil. Munro belegte den 20. Platz in der Gesamtwertung, mit über zwölfeinhalb Stunden Rückstand auf den Sieger Philippe Thys, Kirkham den 17.
Nach dem Ende seiner Radsport-Laufbahn wurde Ivor Munro Taxi-Unternehmer in Melbourne.